# Les Aventures de Jacky
Les Aventures de Jacky est un feuilleton télévisé français, en noir et blanc, créé par Marcel Bluwal, diffusé à partir de 1952 sur R.T.F. Télévision. Il s'agit du premier feuilleton français destiné à la jeunesse.

## Synopsis
Le feuilleton met en scène un jeune policier capable de dénouer les affaires les plus difficiles.